# Oncidioda
× Oncidioda (abreviado Oncda) es un híbrido intergenérico entre los géneros de orquídeas Cochlioda × Oncidium. Fue publicado en Orchid Rev. 18: 266 (1910).